# Stychoparmena spinipennis
Stychoparmena spinipennis är en skalbaggsart som beskrevs av Stefan von Breuning 1939. Stychoparmena spinipennis ingår i släktet Stychoparmena och familjen långhorningar. Inga underarter finns listade i Catalogue of Life.